# Ramón Langa
Ramón Langa (ur. 26 grudnia 1959 w Madrycie) – hiszpański aktor teatralny, filmowy, występuje w telewizji. W amerykańskich filmach w hiszpańskiej wersji językowej użyczył swojego głosu m.in.: Bruce'owi Willisowi i Kevinowi Costnerowi.
Urodzony w Madrycie, w 1980 ukończył studia aktorskie. Rozwiedziony (żona Marta Robles 1996-1997).
W Polsce popularny dzięki roli hiszpańskiego najemnika Alvara w filmie Rok 1612.

## Wybrana filmografia
- Morirás en Chafarinas (1994)
- Yoyes (1999)
- La ciudad de los prodigios (1999)
- Pacto de brujas (2002)
- Diario de una becaria (2003)
- Tío Vivo C. 1950 (2004)
- Duchy Goi (2006) jako Mnich
- Rok 1612 (2007) jako Alvar – hiszpański najemnik
- Sexykiller, morirás por ella (2008)